# María Valdizán
María Valdizán (Villa de Pasco, c. 1760 - 10 de mayo de 1821) fue una mujer principal en su localidad de nacimiento, y considerada mártir y heroína de la independencia del Perú.

## Biografía
Valdizán era propietaria de dos pequeños fundos y de algunas casas en Cerro de Pasco y la Villa de Pasco. Mantuvo estrechos contactos con los mineros de la zona, que se mostraban a favor de la causa independentista. Cuando el general argentino Álvarez de Arenales y el gobernador Manuel de Rojas pasaron por la zona, fueron alojados en propiedades pertenecientes a Valdizán. También alojó en varias ocasiones a Francisco de Paula Otero, José María Fresco, Agustín Gamarra, Francisco Aldao y otros líderes y jefes de montoneras.
Sus acciones llegaron al conocimiento del militar realista José Carratalá, quien ordenó su arresto. Valdizán fue torturada, pero no llegó a delatar a sus contactos e informantes. Esto hizo que Carratalá dispusiese que fuese arrastrada de la cabellera por la plaza principal de Pasco y finalmente degollada el 10 de mayo de 1821 como escarmiento público.

## Homenajes
En 2021 se cumplió el bicentenario de su martirio, por lo que el ministerio de Cultura instaló un monumento con una placa conmemorativa en la plaza Simón Bolívar de la Comunidad Campesina de Villa de Pasco, en el distrito de Fundición de Tinyahuarco. Por su parte, el gobierno peruano,  en el marco de la Agenda de Conmemoración del Bicentenario de la Independencia del Perú, la condecoró con la Orden Emérito a las Mujeres del Bicentenario.
En 2022 el ministerio de Cultura y la Dirección Desconcentrada de Cultura (DDC) Pasco rindieron un homenaje a Valdizán en su localidad natal, con una ceremonia pública y desfiles en su honor.